# Rhytiodus lauzannei
Rhytiodus lauzannei är en fiskart som beskrevs av Géry, 1987. Rhytiodus lauzannei ingår i släktet Rhytiodus och familjen Anostomidae. Inga underarter finns listade i Catalogue of Life.